# محمود بن علی الجزایری
محمود بن علی الجزایری شهرت‌یافته به ابن امین (؟ - ۱۸۹۷م) فقیه مالکی، آموزگار و نسخه‌نویس الجزایری در سدهٔ نوزدهم میلادی بود. در مسجد جامع بزرگ الجزیره و مدرسهٔ آن، آموزگار بود. او به کتابت و نسخه‌نویسی نیز پرداخت و در برخی علوم سرآمد بود.